# 청년과 미래

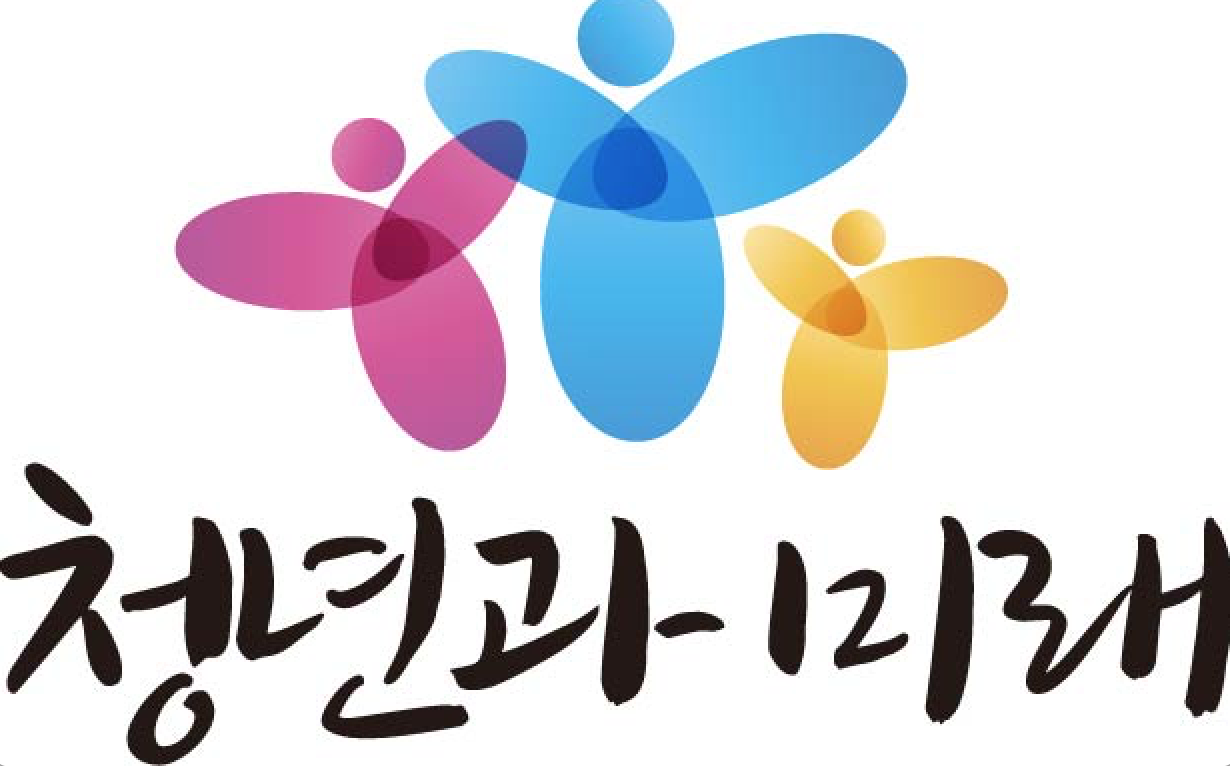
청년과미래

사단법인 청년과 미래는 국회사무처 소관 청년단체이다. 주요사업으로는 대한민국 청년의 날, 대학생국회, 청년정책경진대회, 대학생 리더십아카데미, 청년 미래 연구소 등이 있다.

## 연혁[2]
- 2015년 제1회 대학생 리더십아카데미 개최
- 2016년 5월 국회사무처 소관 비영리법인 설립허가

## 주요 사업

### 청년의 날[3]
- 2016년부터 청년의 날 법정 기념일로 지정하기 위한 사회적 공감대를 확산하고자 매년 9월에 개최하였음.

2016년 ‘청년의 날’ 법정기념일 제정을 위한 제1회 청년의 날 조직위원회 발족
2017년 제1회 청년의 날 개최[2017년 9월 2일, 국회잔디마당, 약 1만여명 참여]
2018년 제2회 청년의 날 개최[2018년 9월 1일, 여의도공원, 약 3만여명 참여]
2019년 제3회 청년의 날 개최[2019년 9월 21일, 여의도공원, 약 5만여명 참여]
2020년 청년의 날 법정기념일 지정 법(청년기본법) 국회 본회의 통과(2020년 1월 4일)
2020년 8월 5일, 매년 9월 세번째 토요일을 청년의 날로 지정하는 시행령 입법예고

### 대학생 국회[4]
- 대학생에게 국회구성 및 입법발의 등 의정활동 경험 제공
- 청년들의 정치참여를 활성화하여 대한민국 청년리더 육성
- 총 10건이 실제 입법발의 되었으며, 그 중 2건은 본회의를 통과함

2018년 제1대 대학생국회 출범
2019년 제2대 대학생국회 출범
2020년 제3대 대학생국회 출범
2021년 제4대 대학생국회 출범
2022년 제5대 대학생국회 출범

### 대학생 리더십 아카데미[5]
- 대학생들로 기획단 조정하여 연사 섭외, 아카데미 운영 등을 진행
- 각계각층의 리더들을 초청하여 강연과 소통의 장을 마련

2015년 부산시청에서 최초로 제1회 대학생 리더십아카데미를 개최
2019년까지 총 14회를 개최, 총 157회 강연, 약 6천명 참가하였음

### 청년 미래 연구소[6]
- 청년문제에 대한 사회적 관심을 유도와 청년 정책의 방향성을 제고
- 청년들이 정책을 만들고 실현가능성을 제고

2015년 부산일보, KNN 공동기획 부산지역 대학생 가치관조사(2,000명 필드대면조사)
2016년 국회 당선인 정책조사 및 기자회견(국회방문조사, 162명 응답)
2016년 YTN 공동기획 전국 대학생가치관조사(5,000명 필드대면조사)
2017년 경기도 청년의식조사(1,000명 필드대면조사)
2018년 통일외교안보 청년의식 실태조사(서울신문 1,2,3면 단독보도)
2020년 전국 대학생 가치관조사 실행예정

### 청년 정책 경진 대회[7]
- 청년들의 문제를 스스로 진단하고 해결하는 프로세스 구축
- 청년들이 직접 정책 제안할 뿐만 아니라 실제 정책에 반영할 예정
- 청년정책경진대회 정책반영 내용

공공기관청년고용할당제/공유기숙사확대(경기도정 반영(OBS 방송 등 보도))
9대 대선 청년정책 요구사항 반영
청년문화예술 지원정책 中 청년예술지원 사업(문화체육관광부 시행중) ❍ 청년문화예술 지원정책 中 청년문화예술 페스티벌(지자체별 진행중)
청년문화예술 지원정책 中 청년문화예술지원 조례 제정(제주특별자치도 등)
자유학기제 (교육부에서 중학교 과정 중, 한 학기 또는 두 학기 동안 시행 중)
응급의료에 관한 법률 일부개정법률안
채용절차의 공정화에 관한 법률 일부개정법률안
혁신도시 조성 및 발전에 관한 특별법 일부개정법률안
경력단절여성 일자리 창출을 위한 협동조합 지원 및 운영 정책 (여성가족부 산하 여성 새로 일 하기 센터에서 시행중)

### 청년 친화 헌정대상[8]
- 매년 청년들을 위한 정책과 입법, 소통 등 탁월한 업적으로 청년들의 삶을 위해 노력한 국회의원과 지방자치단체를 선정하여 더 나은 사회적 환경조성에 기여

### 기타 사업
- 2015년 제1회 아시아 문화 탐방
- 2016년 청년시국대토론회
- 제1기 청년리더 최고위과정
- 2018년 제1회 청년스트레스 페스티벌 참가
- 2018년 청소년진로포럼 개최
- 2018년 유권자 정치페스티벌 부분 개최 (스피치대회, 법안공청회, 청년공청회 등)
- 2018년 통일외교안보 청년정상회의
- 2019년 청년언론최고위과정
- 2019년 제1회 뉴미디어 크리에이터 육성 아카데미
- IT벤처 스타트 업 취업박람회
- 2019년 유권자 정치 페스티벌 부분 개최 (정치 스타트 업 대전, 법안공청회, 스피치대회, 플래시몹 등)

## 조직도[9]
청년과 미래 종합조직도 참조